# Himerarctia basalis
Himerarctia basalis là một loài bướm đêm thuộc phân họ Arctiinae, họ Erebidae.